# ホスホノアセトアルデヒドレダクターゼ (NADH)
ホスホノアセトアルデヒドレダクターゼ (NADH)(phosphonoacetaldehyde reductase (NADH))は、次の化学反応を触媒する酵素である。
2-ヒドロキシエチルホスホン酸 + NAD+ {\displaystyle \rightleftharpoons } ホスホノアセトアルデヒド + NADH + H+
この酵素の基質は2-ヒドロキシエチルホスホン酸とNAD+で、生成物はホスホノアセトアルデヒド、NADHとH+である。
この酵素は酸化還元酵素に属し、NAD+またはNADP+を受容体として供与体であるCH-OH基に特異的に作用する。組織名は2-hydroxyethylphosphonate:NAD+ oxidoreductaseで、別名にPhpCがある。